# 조세프 지 소우자
조세프 지 소우자 지아스(포르투갈어: Josef de Souza Dias, 1989년 2월 11일 ~ )는 소우자(포르투갈어: Souza)라는 이름으로 잘 알려진 브라질의 축구 선수로 포지션은 미드필더이다.